# Vinícios Carvalho
Vinícios Angelo Lima de Carvalho (Praia Grande, 6 de marzo de 1997) es un jugador de balonmano brasileño que juega de lateral derecho en el C' Chartres MHB. Es internacional con la selección de balonmano de Brasil.

## Palmarés

### Selección nacional
| Campeonato Sudamericano y Centroamericano | Campeonato Sudamericano y Centroamericano | Campeonato Sudamericano y Centroamericano | Campeonato Sudamericano y Centroamericano |
| Año                                       | Lugar                                     | Medalla                                   |                                           |
| ----------------------------------------- | ----------------------------------------- | ----------------------------------------- | ----------------------------------------- |
| 2024                                      | Buenos Aires                              | Medalla de oro                            |                                           |

## Clubes
| Club                   | País     | Año       |
| ---------------------- | -------- | --------- |
| Metodista Handebol     | Brasil   | 2016-2017 |
| São Bernardo Handebol  | Brasil   | 2018      |
| SC Horta               | Portugal | 2018-2020 |
| AD Sanjoanense Andebol | Portugal | 2020-2021 |
| ABC Braga              | Portugal | 2021-2024 |
| C' Chartres MHB        | Francia  | 2024-Act. |